# Rebiana
Rebiana (ou Rabiana, Rabyanah, também chamada Erbehna, árabe: موزي ou ربيانة), em Tedaga chamado Muzui ou Mouzi (em árabe: موزي) que é o nome original deste lugar, é um oásis do deserto da Líbia no distrito de Cufra, a 120 quilômetros a oeste de Tague. Em um dos lados do oásis, que se caracteriza por muitas palmeiras e mangueiras, há um lago salgado e uma cadeia de colinas; do outro lado há dunas de areia. No extremo norte há uma aldeia com zauia. Os habitantes nativos são membros do povo tubu. Os povos Al Tawatia e Bazamas também se estabeleceram lá.